# Dělitel nuly
Dělitel nuly je pojem z oboru abstraktní algebry. Jako levý dělitel nuly se označuje takový nenulový prvek a okruhu R, ke kterému v R existuje nenulový prvek b takový, že platí ab = 0. Podobně je pravý dělitel nuly takový nenulový prvek a, ke kterému existuje v daném okruhu nějaký nenulový prvek c takový, že platí ca = 0. Prvek, který je i levým i pravým dělitelem nuly, se nazývá zkrátka dělitel nuly.
Pokud se jedná o komutativní okruh, pak nemá smysl rozlišovat, neboť je každý levý dělitel zároveň i pravý a naopak. Komutativní okruh bez dělitelů nuly se nazývá obor integrity.

## Příklad
- V maticovém okruhu čtvercových matic řádu 2 nad celými čísly je příkladem dělitele nuly matice

{\displaystyle {\begin{pmatrix}1&1\\2&2\end{pmatrix}}}
neboť platí například
{\displaystyle {\begin{pmatrix}1&1\\2&2\end{pmatrix}}\cdot {\begin{pmatrix}1&1\\-1&-1\end{pmatrix}}={\begin{pmatrix}-2&1\\-2&1\end{pmatrix}}\cdot {\begin{pmatrix}1&1\\2&2\end{pmatrix}}={\begin{pmatrix}0&0\\0&0\end{pmatrix}}.}

## Vlastnosti
- Dělitelé nuly nemohou být jednotkami. Je-li a invertibilní a ab = 0, pak 0 = a−10 = a−1ab = b, což je spor.